# ورزشگاه دینامو (مخاچ‌قلعه)
ورزشگاه دینامو (به لاتین: Dynamo Stadium) یک ورزشگاه فوتبال در روسیه است که در شهر مخاچ‌قلعه واقع شده‌است.